# Cuatro Esquinas (Cochabamba)
Cuatro Esquinas (deutsch: Vier Ecken) ist eine Ortschaft im Departamento Cochabamba im südamerikanischen Andenstaat Bolivien.

## Lage im Nahraum
Cuatro Esquinas liegt in der Provinz Quillacollo und ist eine Ortschaft im Municipio Tiquipaya. Die Ortschaft liegt auf einer Höhe von 3973 m im Nationalpark Tunari (Parque Nacional Tunari, PNT), dessen Bergrücken bis zu 5000 m hoch aufsteigen. Cuatro Esquinas liegt an einem Abfluss der Laguna Escalerani, der hier in den Río Misicuni mündet. Die Ortschaft beherbergt die Bildungseinrichtung „Unidad Educativa Cuatro Esquinas“ und liegt an der Gemeindestraße Ruta 4101.

## Geographie
Cuatro Esquinas liegt am Nordostrand der Cordillera Oriental, das Klima ist ein typisches Tageszeitenklima, bei dem die mittleren täglichen Temperaturschwankungen höher ausfallen als die jahreszeitlichen Schwankungen.
Die Jahresdurchschnittstemperatur der Region liegt bei etwa 6 °C (siehe Klimadiagramm Challa Grande) und schwankt nur unwesentlich zwischen 2 °C im Juni und Juli und gut 8 °C im November und Dezember. Der Jahresniederschlag beträgt etwa 650 mm, bei einer ausgeprägten Trockenzeit von Mai bis August mit Monatsniederschlägen unter 10 mm, und einer Feuchtezeit von Dezember bis Februar mit bis zu 155 mm Monatsniederschlag.

## Verkehrsnetz
Cuatro Esquinas liegt in einer Entfernung von 48 Straßenkilometern nordwestlich von Cochabamba, der Hauptstadt des Departamentos.
Durch Cochabamba führt die 1657 Kilometer lange Nationalstraße Ruta 4, die in Ost-West-Richtung von der chilenischen Grenze kommend den Altiplano durchquert, im Tiefland die Millionenstadt Santa Cruz passiert und bis zur brasilianischen Grenze führt. Acht Kilometer westlich von Cochabamba an der Ruta 4 liegt die Stadt Colcapirhua, und von hier aus führt die Ruta 4105 sechs Kilometer nach Norden nach Tiquipaya und erklimmt dann die Kordillere von Cochabamba. Neunzehn Kilometer nördlich von Tiquipaya zweigt eine Nebenstraße nach links Richtung Misicuni ab und führt vorbei an Montecillo Alto nach Cuatro Esquinas.

## Bevölkerung
Für die Ortschaft Cuatros Esquinas liegen keine Detaildaten aus der Vergangenheit vor, nur die Zahl von 34 Einwohnern für das Jahr 2012. Die Einwohnerzahl des gleichnamigen Subkanton Cuatros Esquinas, zu dem die Ortschaft gehört, ist in dem Jahrzehnt zwischen den beiden letzten Volkszählungen jedoch drastisch zurückgegangen: 
| Jahr | Einwohner         | Quelle       |
| ---- | ----------------- | ------------ |
| 1992 | keine Detaildaten | Volkszählung |
| 2001 | 728               | Volkszählung |
| 2012 | 142               | Volkszählung |
| 2024 |                   | Volkszählung |

Die Region weist einen hohen Anteil an Quechua-Bevölkerung auf. Im Municipio Tiquipaya sprechen 58,1 Prozent der Bevölkerung Quechua.